# La Bâtiaz VS

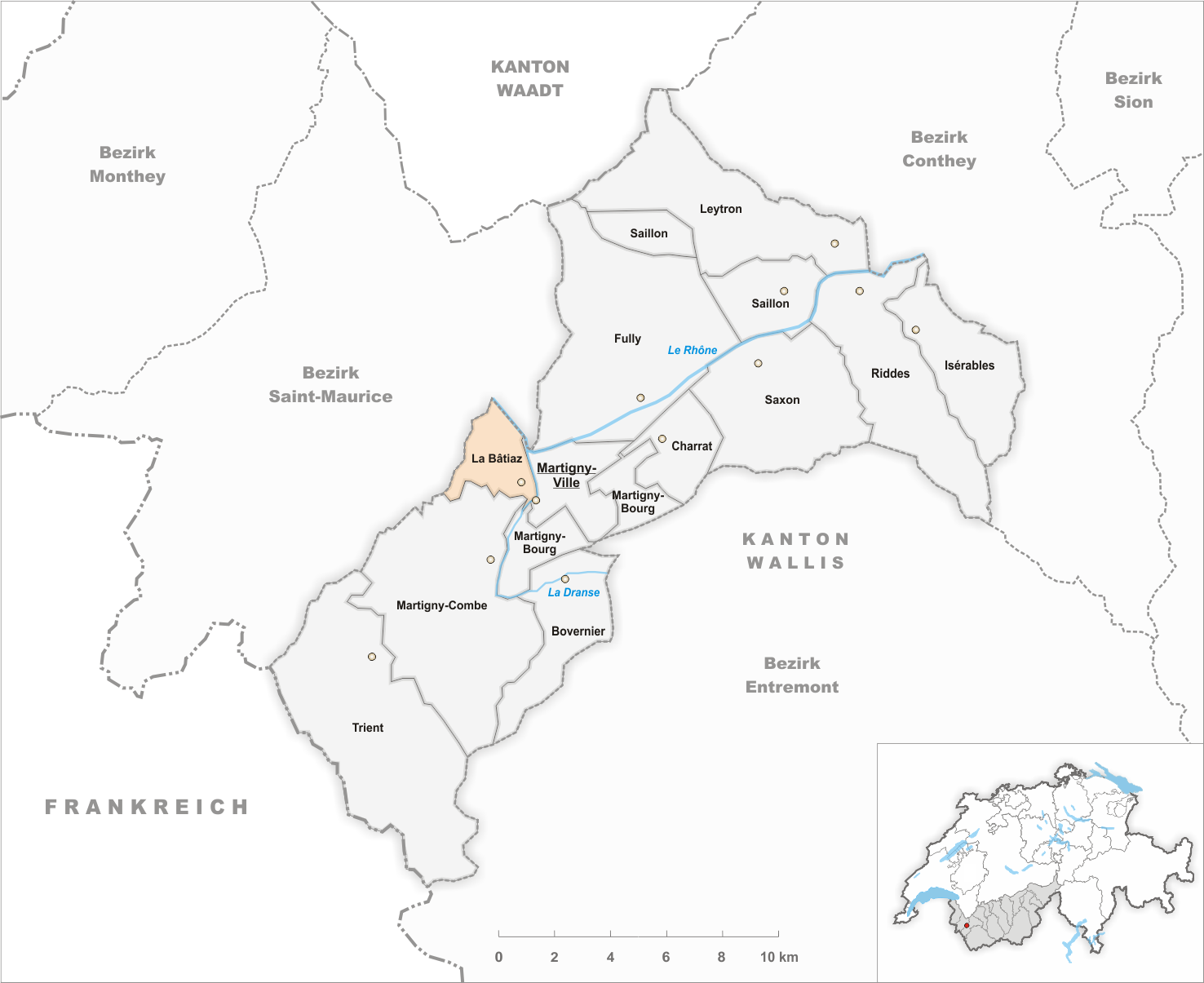
Gemeindestand vor der Fusion am 1. Januar 1956

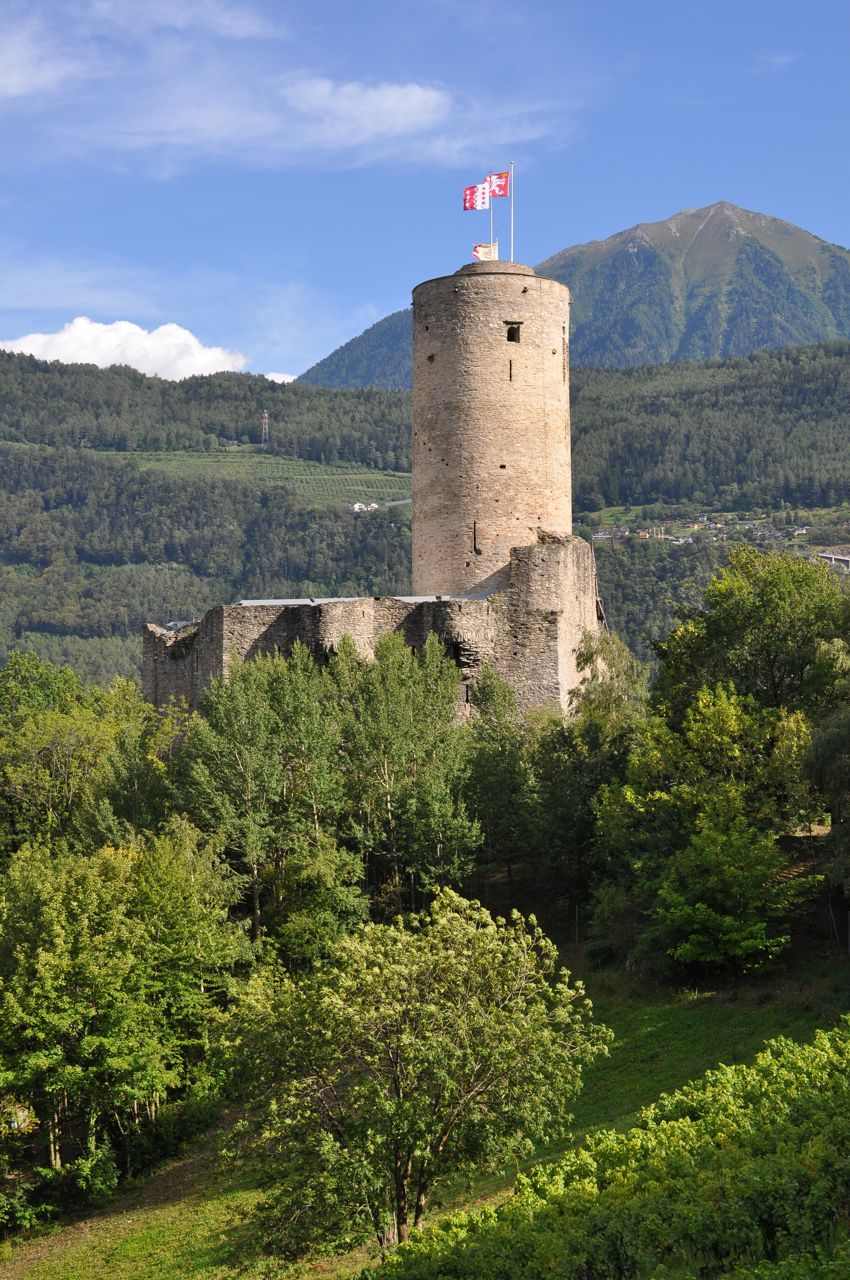
Chateau de la Bâtiaz

La Bâtiaz ist eine Ortschaft in der Gemeinde Martigny im Schweizer Kanton Wallis.
Der Ort spaltete sich 1845 von Martigny-Combe – seinerseits bis 1841 zu Martigny gehörig – als selbständige Gemeinde ab. Am 1. Januar 1956 wurde die Gemeinde wieder mit der damaligen Gemeinde Martigny-Ville zur mittlerweile auch nicht mehr bestehenden neuen Gemeinde Martigny-Ville fusioniert.

## Bevölkerung
| Bevölkerungsentwicklung | Bevölkerungsentwicklung | Bevölkerungsentwicklung | Bevölkerungsentwicklung |
| ----------------------- | ----------------------- | ----------------------- | ----------------------- |
| Jahr                    | 1850                    | 1900                    | 1950                    |
| Einwohner               | 403                     | 425                     | 565                     |